# Толвоярви (озеро)
То́лвоя́рви (фин. Tolvajärvi) — российское озеро в западной части Республики Карелия, часть водного бассейна реки Вуокса.

## Общие сведения
Форма озера продолговатая, вытянута в меридиональном направлении. На озере 23 острова общей площадью 0,82 км², крупнейший остров — Коттисаари (0,52 км²). Берега возвышенные, каменисто-песчаные, покрыты хвойным лесом.
Озеро является промежуточным звеном в цепочке соединённых короткими протоками озёр, конечным из которых является озеро Ала-Толваярви:
Хирвасъярви → Толвоярви → Юриккаярви → Сариярви → Юля-Толваярви → Сарсаярви → Ала-Толваярви. Из озера Ала-Толваярви вытекает река Толвайоки, которая впадает в озеро Виксинселькя, из которого, далее, через реку Койтайоки воды, протекая по территории Финляндии, в итоге попадают в Балтийское море.
Дно покрыто илисто-песчаными грунтами. Высшая водная растительность представлена зарослями тростника, камыша, осоки, кувшинки.
В озере обитают плотва, окунь, щука, лещ, ряпушка, налим, язь.

## История
До Зимней войны озеро было частью волости Корписелькя Выборгской губернии. Во время Зимней войны в районе озера произошла одна из значимых для Финляндии битв.
Область Толваярви служила полем боя и во время Великой Отечественной войны. Является перспективной территорией экологического туризма.

## Панорама

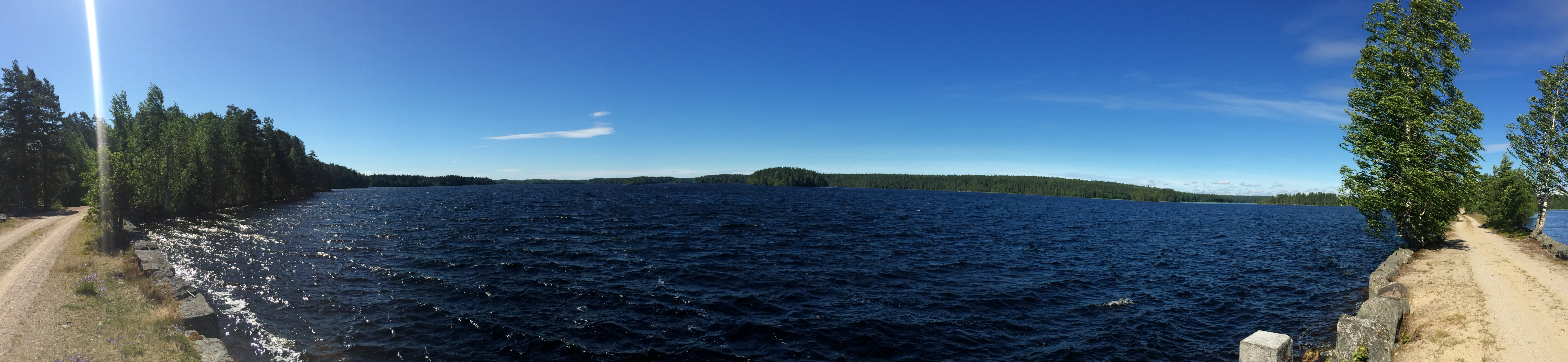
Панорама